# Spis ludności w Iraku (1957)
Spis ludności w Iraku – spis ludności, który przeprowadzono na terenie Iraku w październiku 1957. Był to drugi taki spis w historii kraju.
Spis wykazał, że Irak zamieszkuje 6.538.100 osób - był to bardzo znaczący wzrost zaludnienia w stosunku do spisu z 1947, kiedy to zanotowano 4.800.000 osób (36,2% w 10 lat). Istnieją jednak przesłanki, by sądzić, że spis z 1947 był znacząco zaniżony. Stolica kraju, Bagdad, liczyła 656.300 mieszkańców.